# Diane Schuur

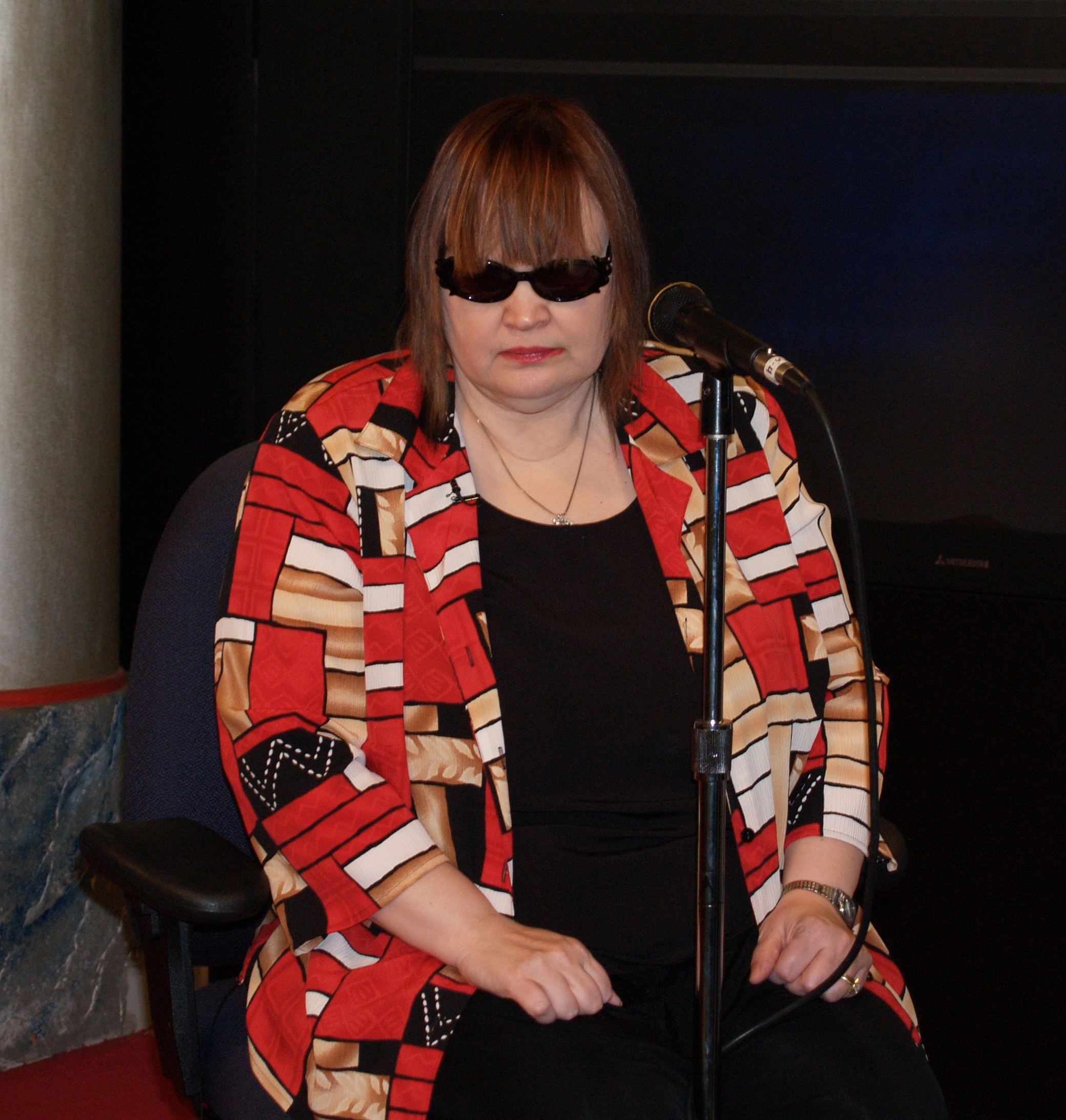
Diane Schuur

Diane Joane Schuur (Tacoma, Washington, 10 december 1953) is een Amerikaans jazzzangeres en -pianiste.

## Biografie
Diane Schuur, die sinds haar geboorte blind is, trad op haar tiende voor het eerst op, als country-zangeres. Haar grote doorbraak kwam in 1979, toen zij door Stan Getz op het Monterey Jazz Festival werd ontdekt: de saxofonist nodigde haar uit hem bij een concert in het Witte Huis te begeleiden. In 1984 werd ze daar voor een tweede keer uitgenodigd, nu door Nancy Reagan. In 1986 en 1987 won ze een Grammy in de categorie "Beste jazzzangeres“. Op haar album Heart To Heart (1994) werkte ze samen met B.B. King, aan haar plaat Midnight (2003) werkte Barry Manilow mee.

## Discografie
- 1982 – Pilot of my destiny
- 1984 – Deedles
- 1985 – Schuur Thing
- 1986 – Timeless
- 1987 – Diane Schuur and the Count Basie Orchestra
- 1988 – Talkin’ ’Bout You
- 1989 – Diane Schuur Collection
- 1991 – Pure Schuur
- 1992 – In Tribute
- 1993 – Love Songs
- 1994 – Heart To Heart
- 1996 – Love Walked In
- 1997 – Blues For Schuur
- 1998 – The Best of Diane Schuur
- 1999 – Music Is My Life
- 2000 – Friends for Schuur
- 2001 – Swingin’ for Schuur
- 2003 – Midnight
- 2005 – Schuur Fire
- 2006 – Live in London
- 2008 – Some other time
- 2011 - The Gathering
- 2014 - I Remember You
- 2020 - Running on Faith